# Emília de Cesareia
Santa Emília (ou Santa Emélia), de Cesareia, na Capadócia, era a esposa de Basílio, o Velho e filha de um mártir. Ela é mãe de diversos santos e bispos da Igreja e é venerada principalmente nas igrejas orientais.

## Vida e obra
Ela deu à luz nove ou dez filhos e instigou neles a fé religiosa. Como resultado, há certamente quatro de seus filhos que são venerados como santos no calendário litúrgico cristão: Santa Macrina, a Jovem, Basílio Magno, Gregório de Níssa e Pedro de Sebaste. Sobre a diaconisa Teosébia, não há certeza sobre a identificação dela como filha de Emília. Destes, Pedro, Gregório e Basílio também foram bispos. Por isso, ela é chamada de "Mãe dos Santos". Ela também é mãe de Naucrácio, o eremita.
Ela fundou um mosteiro e um convento juntamente com Macrina e Pedro já em idade avançada. Lá ela morreu e foi enterrada, segundo a tradição, em 8 de maio de 375.

## Veneração
A Igreja Ortodoxa Russa comemoram sua festa no dia 1 de janeiro, junto com seu filho Basílio. A Igreja Ortodoxa Grega comemora no dia 30 de maio, junto com o seu marido Basílio e sua sogra, Santa Macrina Maior.